# شارنی ویلیامز
شارنی ویلیامز (انگلیسی: Sharni Williams؛ زادهٔ ۲ مارس ۱۹۸۸) بازیکن راگبی ۷ نفره اهل استرالیا است.
وی در مسابقات کشوری و بین‌المللی در مجموع برندهٔ ۱ مدال طلا، ۱ مدال نقره شده‌است.